# Pașoptism
Pașoptismul a fost ideologia participanților la Revoluția Română din 1848, expusă în revista Dacia literară. Elemente importante erau caracterul național, militant, scopul revoluționarilor fiind dobândirea libertății și afirmarea naționalității române. 
Promotori ai pașoptismului au fost foarte importanți: Nicolae Bălcescu, Mihail Kogălniceanu, Alexandru C. Golescu, Teodor Râșcanu, Vasile Alecsandri, Săndulache Miclescu, Alecu Russo, Costache Negri, C.A.Rosetti, Dimitrie Bolintineanu, Avram Iancu, Simion Bărnuțiu, George Barițiu, Timotei Cipariu și Eftimie Murgu. 
Pașoptismul corespunde unui moment de răspântie în evoluția istorică a țărilor române: trecerea de la feudalism la capitalism, de la vasalitate la independență, de la fărâmițarea în provincii la un stat unitar național. Dar, privit într-un plan mai larg, epoca pașoptistă începe înaintea lui 1840, continuând și după data indicată mai sus. Cu alte cuvinte, putem distinge trei etape ale literaturii pașoptiste:
• una, prepașoptistă, anunțată de debutul lui V.Cârlova și Al. Hrisoverghi, continuând până la 1840, fiind dominată de figurile lui Gh. Asachi și I. Heliade-Rădulescu și de activitatea primelor ziare naționale: Albina românească și Curierul românesc;
• cea de a doua, cuprinsă aproximativ între anii 1840-1860, marcată de apariția Daciei literare, a Propășirii  a României literare și de activitatea celora care au colaborat la aceste reviste;
• a treia, cea postpașoptistă, ce va continua să evolueze pe linia ideologiei pașoptiste, dominată de figurile lui B. P. Hasdeu, N. Filimon, A. Odobescu.
Literatura pașoptistă se dezvoltă sub semnul romantismului european și parcurge un drum sinuos. După literatura anilor 1825-1830, care abundă în adaptări după autorii străini, în special francezi, e de remarcat sincronismul dintre manifestul romantismului francez (Prefața la drama Cromwell, de Victor Hugo, în 1827) și articolul-program Introducție, publicat de Kogălniceanu în 1840. Scriitorii români ai epocii asimilează rapid manifestul romantismului francez și aplică principiile acestuia, cu particularitățile curentului național-popular de la revista Dacia literară.
Scriitorii generației pașoptiste au cultivat teme și motive romantice, au ales istoria ca sursă de inspirație pentru o lirică a patriotismului ardent și natura - coordonată a sufletului românesc, au valorificat literatura populară și mitologiile orientale. Fantezia creatoare, libertatea de creație, aspirația spre absolut, spiritul rebel și contestatar sunt câteva trăsături ale scriitorilor pașoptiști.
Programul Daciei literare, devenit programul romantismului romanesc, demonstreaza cat se poate de clar spiritul creator al pasoptismului,care are revelatia “duhului national”,a specificitatii, ajungand adica-prin filiera romantica-sa redescopere radacinile culturii noastre si sa contribuie in mod esential la constituirea literaturii romane originale,ale carei linii de forta se organizeaza polarizat.